# Station Brussel-Noord

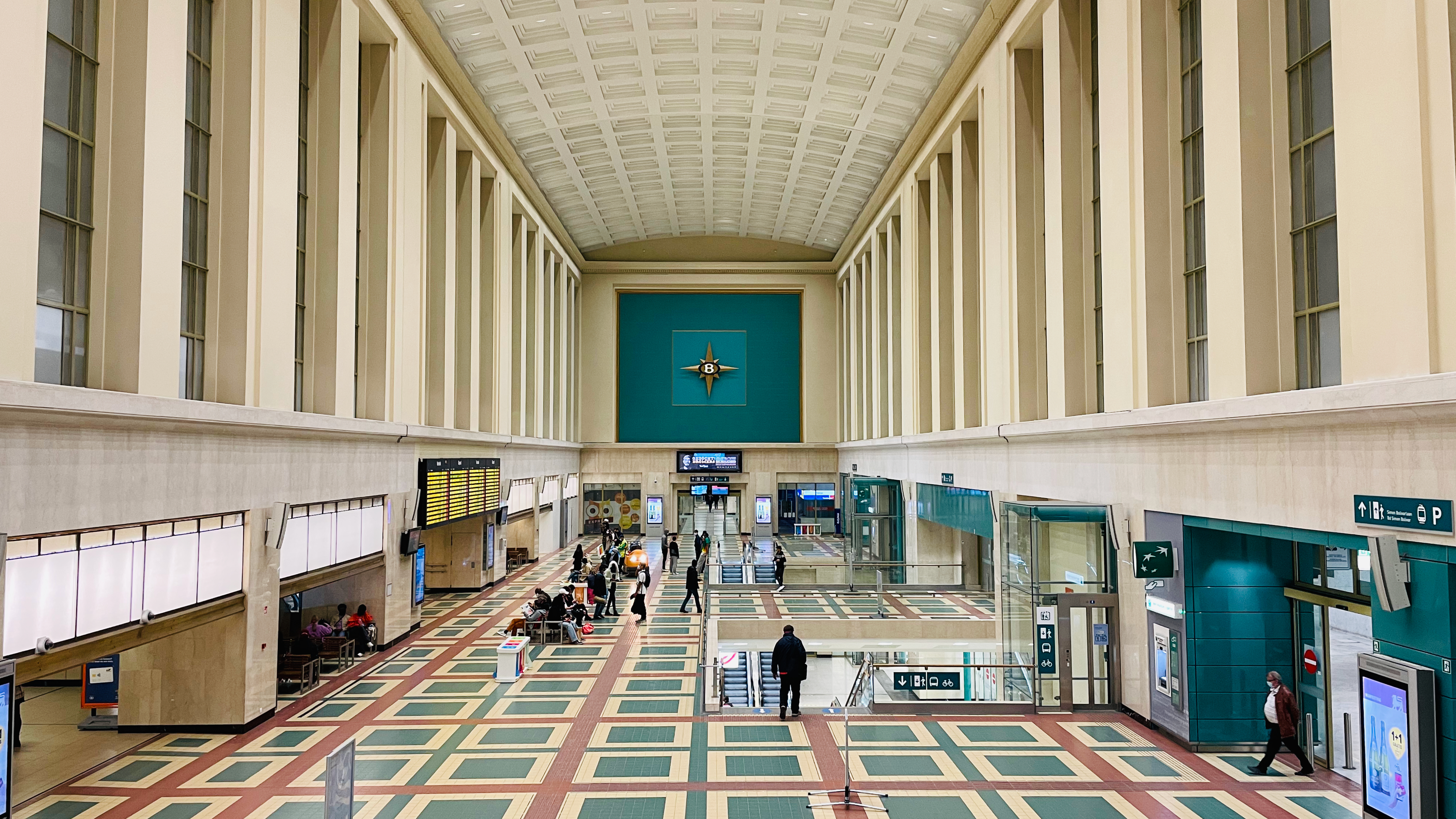
De stationshal

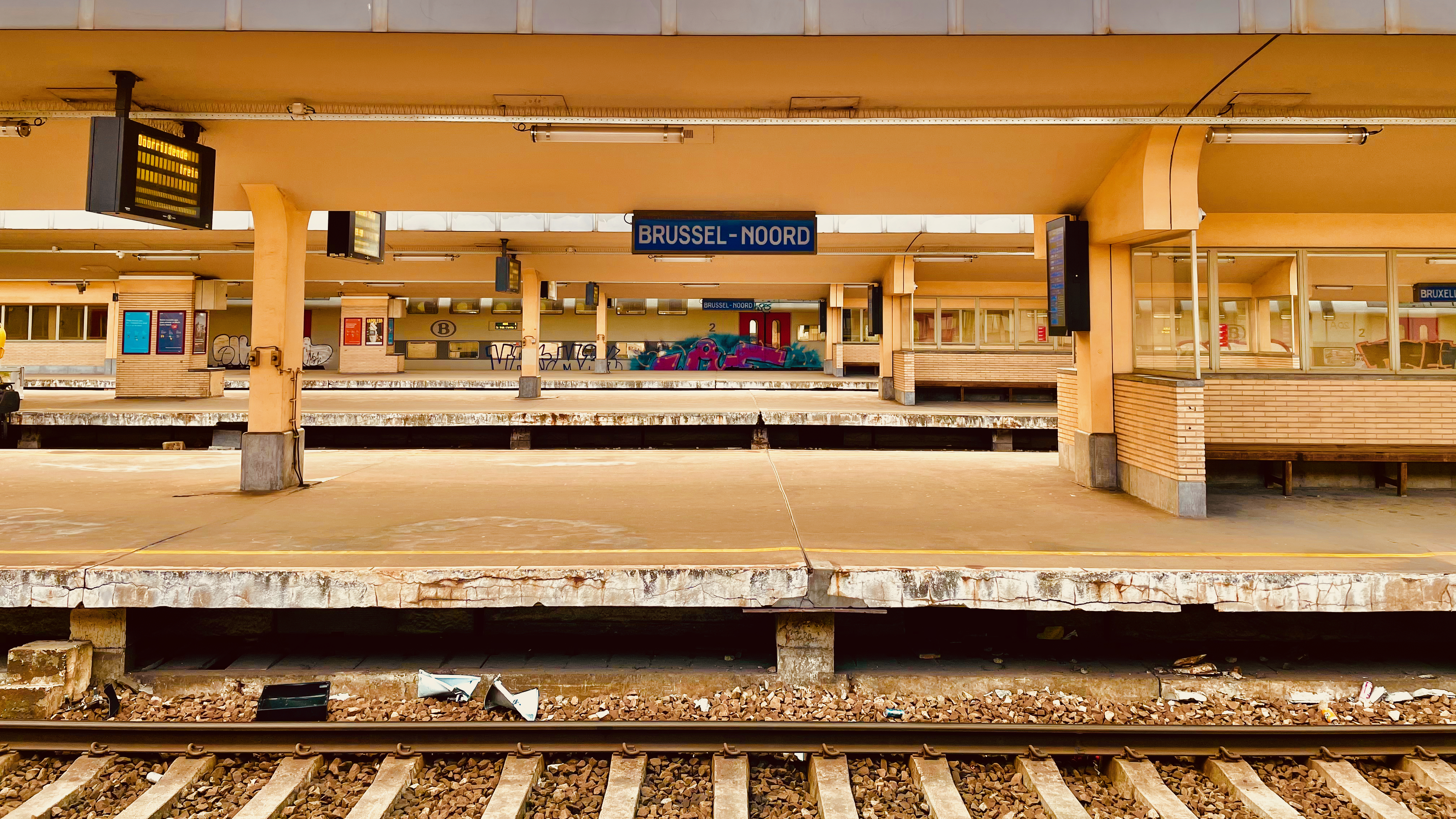
Zicht op de perrons

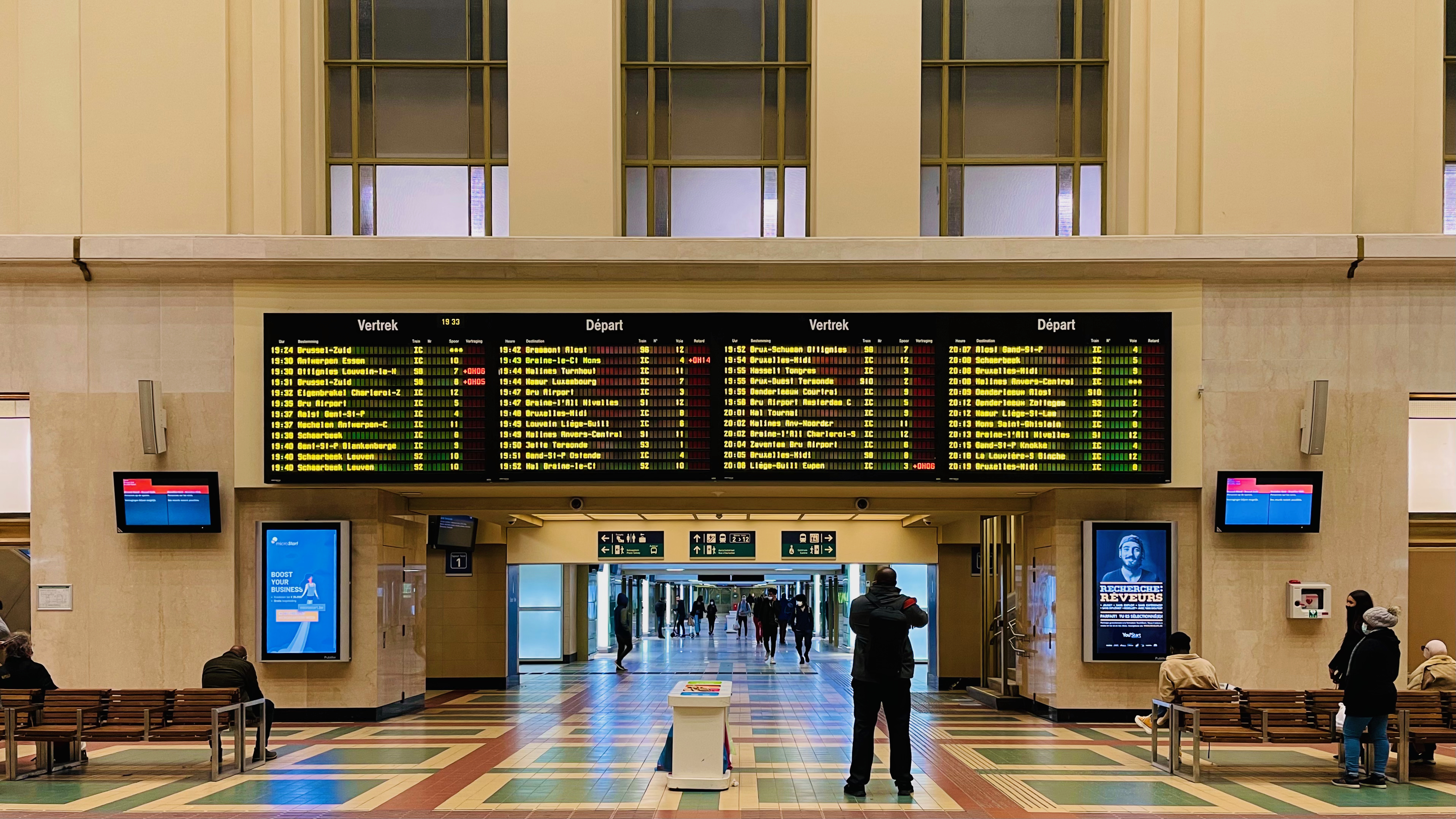
Zicht op de gang

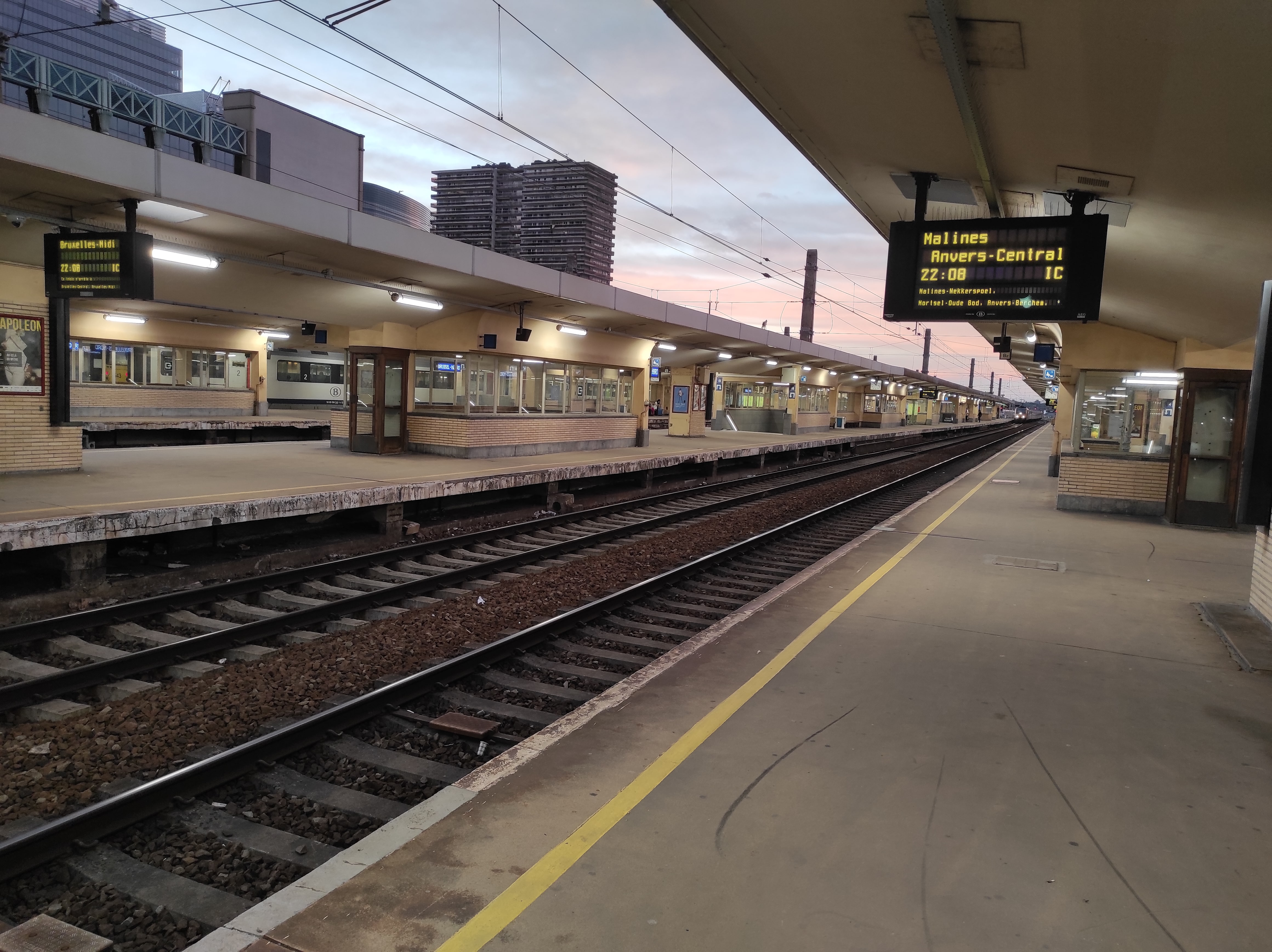
Station Brussel-Noord bij zonsondergang

Station Brussel-Noord (Frans: Bruxelles-Nord of informeel Gare du Nord) is een van de drie grote spoorwegstations in Brussel, naast Brussel-Centraal en Brussel-Zuid (België). Samen met deze twee andere stations op de Noord-Zuidverbinding zorgt het Noordstation voor de goede bereikbaarheid van het centrum. Volgens de jaarlijkse reizigerstellingen van de NMBS in oktober, is Brussel-Noord het druktste station van België met gemiddeld 60.449 opstappende reizigers per dag in 2023. Het bevindt zich hoofdzakelijk op het grondgebied van de gemeente Schaarbeek.
In principe stoppen alle passerende binnenlandse en internationale treinen er, met uitzondering van de hogesnelheidstreinen van Eurostar (Brussel-Amsterdam en Brussel-Keulen). De hogesnelheidstreinen van de dienst ICE (Brussel-Frankfurt) stoppen wel.
Brussel-Noord maakt deel uit van het Communicatiecentrum Noord, waar de volgende vervoersmodi beschikbaar zijn:
- de spoorweg
- de belangrijke ondergrondse Noord-Zuidpremetrotunnel van de premetro (MIVB), inclusief de tram
- meer dan 30 streekbuslijnen naar de Brusselse west-, noord- en oostrand, uitgebaat door de MIVB en De Lijn.

## Geschiedenis

### Eerste gebouw
Het eerste station met de benaming Brussel-Noord stond aan het Karel Rogierplein en verving het station Brussel-Groendreef (open: 1835), dat na 1846 in beperkte mate (tot 1954) in dienst bleef voor goederen en enkele forenzentreinen. Vanuit Groendreef vertrok in 1835 de eerste trein op een publieke spoorweg op het Europese vasteland met als eindbestemming Mechelen.
De architect van het eerste eigenlijke Noordstation (aan het Karel Rogierplein) was François Coppens. Koning Leopold I legde op 28 september 1841 de eerste steen. Dit station werd geopend in maart 1846 en telde toen 27 sporen. Het Rogierplein was het eindpunt van ettelijke buurtspoorweglijnen en werd bediend door vele stadstrams. Veel reizigers die van het Noord- naar het Zuidstation gingen, gebruikten de talrijke trams die tussen de beide plaatsen reden. De weinige doorgaande treinen (o.a. Amsterdam-Parijs) stopten niet in Noord. Zowel het Noord- als het Zuidstation waren toen kopstations. De aanleg van de Noord-Zuidverbinding tussen 1910 en 1953 zorgde voor een treinverbinding tussen beide.
Het oude Brussel-Noord was een gelijkvloers sporencomplex dat zich in de breedte uitstrekte van de Aarschotstraat tot de Vooruitgangsstraat, en in de lengte, van het Rogierplein tot aan de Koninginnelaanbrug (tegenwoordig een tunnel). Voor de verbinding van de wijken aan weerszijden van de spoorweg, waren er slechts twee voetgangersbruggen: de ene ter hoogte van de Rogierlaan en de andere aan de Dupontstraat. Bij de aanleg van de Noord-Zuidverbinding werden de sporen opgehoogd en kwamen er diverse onderdoorgangen. Het viaduct van spoorlijn 161/1, Jette - Schuman, dat over de hoofdsporen van de lijnen 25, 27 en 36 liep, werd vervangen door een onderdoorgang. In de volkstuinen langs het spoor zijn nog overblijfselen van het vroegere viaduct te zien. De sporen komende van Schuman (spoorlijn 161/2) die voorheen aan de oostkant aansloten, kwamen door middel van een tunnel in het midden van de andere hoofdsporen uit. De gelijkvloerse aansluiting naar Brussel-Groendreef werd opgeheven.
In 1900 vond in Brussel-Noord een anarchistische aanslag plaats op de Britse kroonprins Edward. De vijftienjarige Jean-Baptiste Sipido vuurde vanop de treeplank van een trein, door het coupéraam, maar miste.

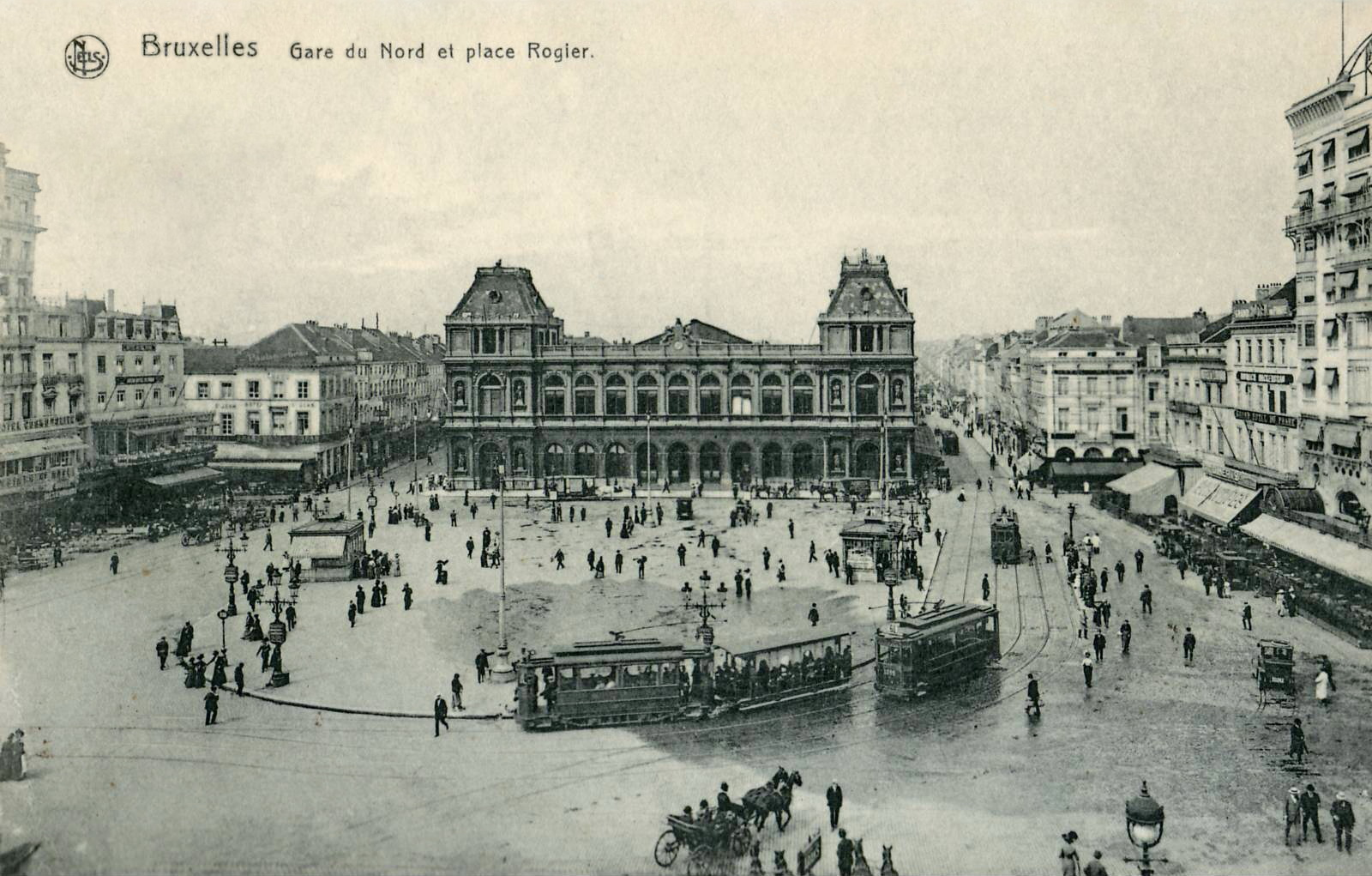
Het oude stationsgebouw aan het Rogierplein
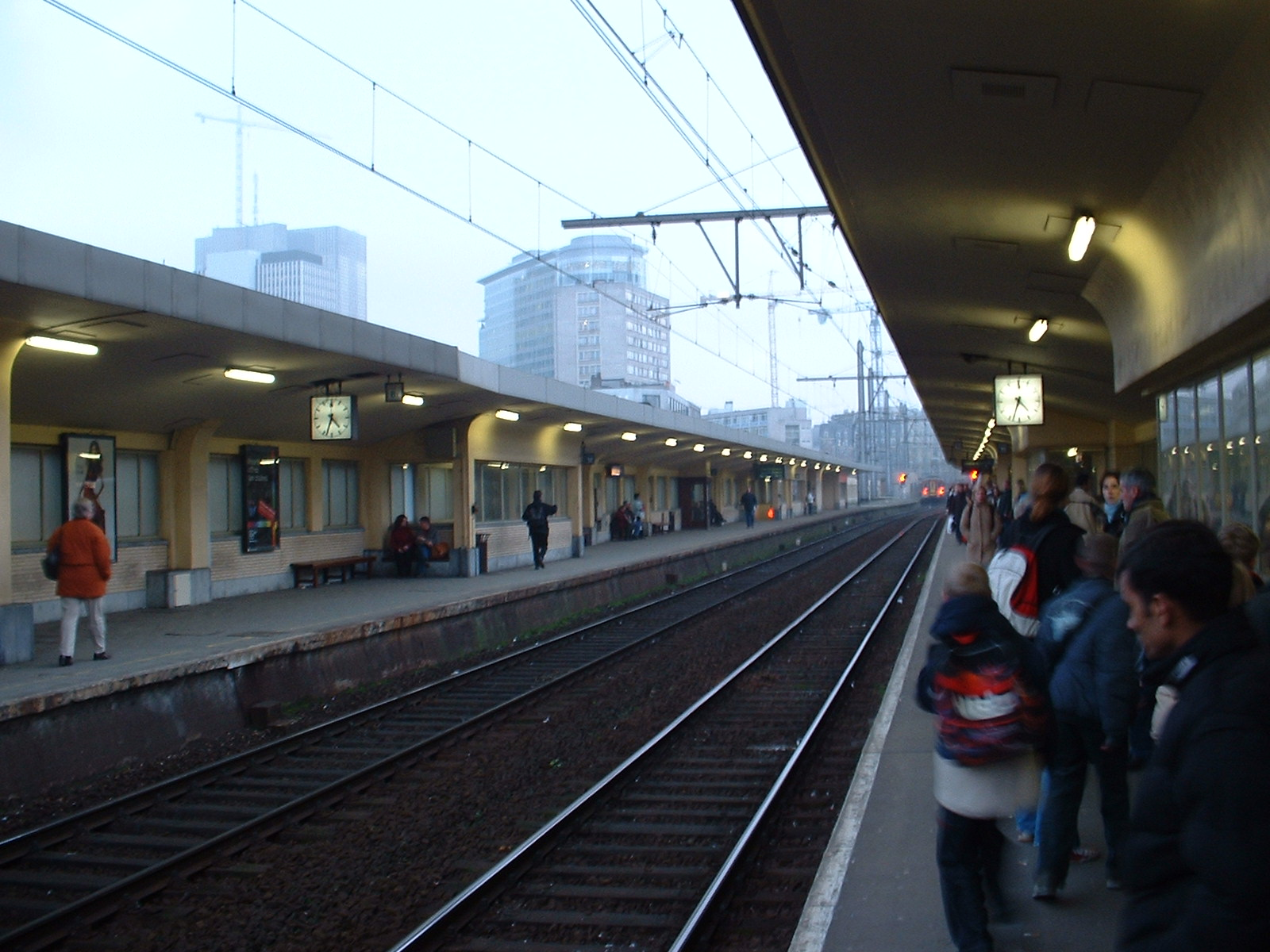
Perrons van station Brussel-Noord.
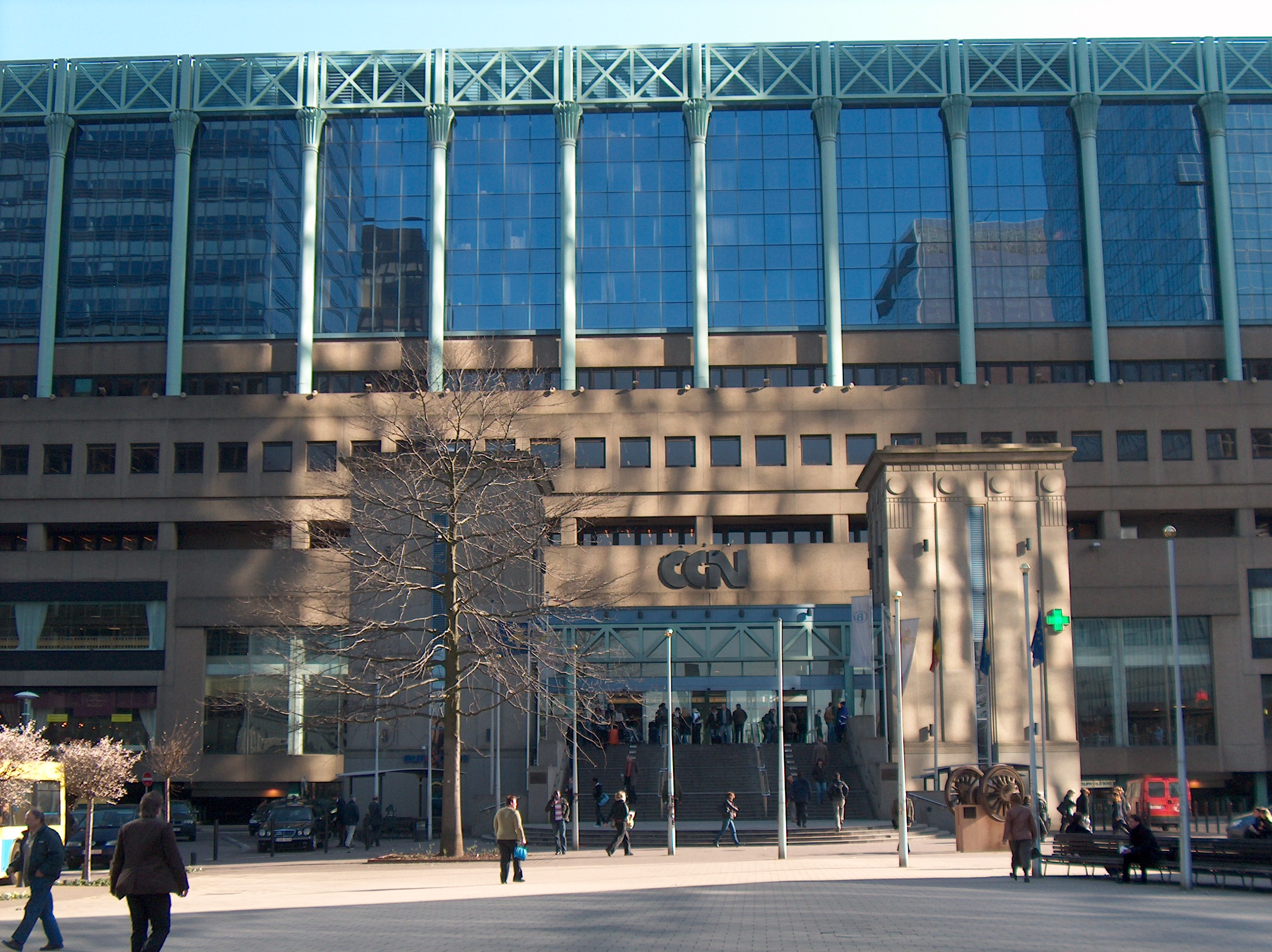
Ingang van het noordstation.

### Tweede gebouw
In 1952 werd een nieuw (het huidige) station Brussel-Noord ingehuldigd. De architecten waren Paul en Jacques Saintenoy bijgestaan door Jean Hendrickx Vanden Bosch. Het oude station aan het Rogierplein werd afgebroken in 1955. Op de oude plek kwam een busstation en later het Internationaal Rogiercentrum met het Nationaal Theater. Beide zijn ondertussen gesloopt en vervangen door nieuwe gebouwen. Een beeldengroep van de voormalige voorgevel werd heropgericht aan het Warandepark te Diest.

### Internationaal belang
In het derde en vierde kwartaal van de 20-ste eeuw stopten te Brussel-Noord de volgende internationale reizigerstreinen:
- Amsterdam (Benelux-trein) (gecadanseerde dienst met één trein per uur)
- Basel / Zürich
- Keulen (gecadanseerde dienst met één trein per twee uren)
- Trans-Europ-Express TEE (mettertijd: EuroCity).

In de samenstelling van sommige treinen kwamen rechtstreekse Trans-Euro-Nacht-rijtuigen voor (TEN) (lig- en slaaprijtuigen), met stilstanden in belangrijke Europese steden op een afstand van ± 1000 kilometer of meer, zoals:
- Hamburg, Kopenhagen (Kobenhavn-Express),
- Warschau, Moskou,
- Wenen (Oostende-Wien-Express),
- Belgrado, Split (Tauern-Express),
- Milaan en Rome (Italia-Express).

De volgende TEE-treinen hadden een stilstand in Brussel-Noord:
- Diamant: Dortmund - Antwerpen
- Saphir: Dortmund - Oostende
- Edelweiss: Amsterdam - Zürich
- Iris: Zürich - Brussel-Zuid
- Étoile du Nord: Parijs - Amsterdam
- Île de France: Parijs - Amsterdam.

Sedert de uitbouw van het netwerk voor hogesnelheidstreinen werd het internationaal vervoersaanbod gewijzigd.

## Heden

Toren van het spoorwegstation Brussel-Noord.

Het station telt dagelijks meer dan 60.000 instappende reizigers en is daarmee het drukste station in België naar opstappende reizigers. Het wordt vooral gebruikt door binnenlandse pendelaars. Het ontsluit voor de vele forenzen het zakendistrict "Noordruimte" en is tevens een geschikt vertrekpunt voor bezoekers van de binnenstad.
In mei 2010 werd gestart met renovatiewerken. De lokettenzaal werd als eerste gerenoveerd en in 2012 afgeleverd. De renovatiewerken worden sedertdien stelselmatig verdergezet. Het ligt onder meer in de bedoeling nieuwe roltrappen en liften te installeren en de Aarschotstraat zou een volwaardige ingang krijgen.

## Bijzonderheden

### Spoorwegmuseum
Aan de noordzijde van de inkomhal was bovenaan de trappen, tussen 11 juli 1958 en 1 januari 2007, een spoorwegmuseum ingericht.
De collectie omvatte een rijke verzameling aan spoorwegattributen zoals schaalmodellen, lithografieën, signalisatietoestellen, sporen en wissels. De oudst bewaarde Belgische locomotief, 'Pays de Waes' (Land van Waas), was het visitekaartje van het museum.
In 2007 werd het museum gesloten door besparingen bij de NMBS. Het werd in 2014 ontruimd vanwege de opening van het nieuwe spoorwegmuseum Train World in het station van Schaarbeek.

### Koninklijke Zaal
Nadat op maandag 5 december 1995 in de belangrijkste seinpost van Brussel-Noord een verwoestende brand uitbrak, was alle verkeer in de Noord-Zuidverbinding onmogelijk geworden. Bij gebrek aan ruimte was men verplicht een nieuwe seinpost te bouwen in het voormalige beschermde "Koninklijk Salon". Teneinde de werken toe te laten werd de bescherming van die zaal middels een urgentieprocedure opgeheven.
Bij renovatiewerken aan het Noordstation werd per ongeluk een deel van de koninklijke wachtzaal gesloopt, daarom werd beslist alles neer te halen.

## Omgeving
Het station ligt naast de zakenwijk Noordruimte (Espace Nord). In de buurt liggen verscheidene belangrijke gebouwen, onder meer de hoofdzetels van de bedrijven Proximus en Engie, evenals Vlaamse ministeries en de DIV.
Een omvangrijk openbaarvervoerscomplex, het zogenaamde Communicatiecentrum Noord (of CCN), werd in de jaren 1970 aan de westelijke kant van het Noordstation opgetrokken. Daardoor maakt het stationsgebouw (aan de kant van de Simon Bolivarlaan) tegenwoordig deel uit van een groter geheel. Het CCN verbindt de bussenstandplaats van De Lijn en van de MIVB, evenals de premetro, met het spoorwegstation. In 1992 besliste het Brussels Hoofdstedelijk Gewest om boven het CCN een kantoorgebouw in art-decostijl voor zijn ambtenaren op te richten. Door de bouw van dit CCN en het grote volume van het kantoorgebouw erboven, verminderde de architecturale uitstraling van het Noordstation zelf met zijn iconische klokkentoren.
Vlak naast het station bevindt zich de Aarschotstraat: dit is een raamprostitutiegebied.

## Spoorlijnen
Brussel-Noord heeft 12 perronsporen. Deze perronsporen zijn rechtstreeks aangesloten op de spoorlijnen ten noorden van het station. Van west naar oost (toestand 2014):
- perronsporen 1 en 2: spoorlijn 50 naar Gent-Sint-Pieters;
- perronsporen 3 en 4: spoorlijn 36N naar Leuven en Spoorlijn 25N naar Mechelen (de splitsing is voorbij Schaarbeek);
- Perronsporen 5 en 6: naar het rangeerterrein van Schaarbeek;
- perronsporen 7 en 8: spoorlijn 161/2 naar de vertakking Josaphat (deze spoorlijn buigt met een scherpe bocht in een tunnel onder spoorlijnen 36/27 en 25 door om richting zuiden te gaan);
- perronsporen 9 en 10: spoorlijn 36 naar Leuven en spoorlijn 27 naar Antwerpen : deze twee spoorlijnen komen ten noorden van station Schaarbeek samen;
- perronsporen 11 en 12: spoorlijn 25 naar Antwerpen-Luchtbal.

Dit zijn de rechtstreekse aansluitingen als er geen afwijkende wissels genomen worden. In de praktijk is er wel flexibiliteit door het gebruik van wissels.
Deze spoorlijnen komen ten zuiden van het station samen in de drie spoorlijnen (Westsporen, Middensporen en Oostsporen) van de Brusselse Noord-Zuidverbinding. De Westsporen worden gevormd doordat de perronsporen 1-4 aan de zuidzijde van station Brussel-Noord met elkaar samenvoegen.
In Brussel-Noord keren weinig treinen. Bijna alle treinen die in Brussel hun eind- of vertrekpunt hebben, keren in Brussel-Zuid. De relatief weinige treinen die ten noorden van de Noord-zuidverbinding keren, doen dit meestal in Schaarbeek.

## Treindienst

### Internationaal
| Serie      | Treinsoort                        | Route | Bijzonderheden |
| ---------- | --------------------------------- | --- | --- |
| ICE 79     | InterCityExpress (DB Fernverkehr) | Brussel-Zuid – Brussel-Noord – Luik-Guillemins – Aachen Hbf – Köln Hbf – Frankfurt (Main) Flughafen Fernbahnhof – Frankfurt (Main) Hbf                                                                              | Rijdt elke twee uur. |
| 9200 IC 35 | EuroCity, Beneluxtrein (NMBS)     | Rotterdam Centraal – Breda – Noorderkempen – Antwerpen-Centraal – Mechelen – Brussels Airport-Zaventem – Brussel-Noord – Brussel-Centraal – Brussel-Zuid                                                            | Via HSL Schiphol - Antwerpen. |
| NJ 425     | Nightjet (ÖBB)                    | Brussel-Zuid – Brussel-Noord – Luik-Guillemins – Aachen Hbf – Köln-Ehrenfeld – Bonn Hbf – Koblenz Hbf – Mainz Hbf – Frankfurt (Main) Süd – Erfurt Hbf – Halle (Saale) Hbf – Berlin Südkreuz – Berlin Hbf            | Drie keer per week. Trein splitste en combineerde in Mannheim Hbf. Rijdt Brussel – Mannheim samen NJ 40425. Rijdt Mannheim – Berlijn samen met NJ 40469. |
| NJ 40425   | Nightjet (ÖBB)                    | Brussel-Zuid – Brussel-Noord – Luik-Guillemins – Aachen Hbf – Köln-Ehrenfeld – Bonn Hbf – Koblenz Hbf – Mainz Hbf – München Ost – Rosenheim – Salzburg Hbf – Linz Hbf – Sankt Pölten Hbf – Wien Meidling – Wien Hbf | Drie keer per week. Trein splitste en combineerde in Mannheim Hbf. Rijdt Brussel – Mannheim samen met NJ 425. Rijdt Mannheim – Wenen samen met NJ 469.   |

### Nationaal
| Serie       | Treinsoort             | Route | Bijzonderheden |
| ----------- | ---------------------- | --- | --- |
| IC 01       | Intercity (NMBS)       | Eupen – Luik-Guillemins – Brussel-Noord – Brussel-Zuid – Gent-Sint-Pieters – Brugge – Oostende                                              | |
| IC 03       | Intercity (NMBS)       | Genk – Leuven – Brussel-Noord – Brussel-Zuid – Gent-Sint-Pieters – Brugge – Blankenberge                                                    | |
| IC 05       | Intercity (NMBS)       | Charleroi-Centraal – Brussel-Zuid – Brussel-Noord – Antwerpen-Centraal – Antwerpen-Luchtbal                                                 | Rijdt alleen op werkdagen. |
| IC 06       | Intercity (NMBS)       | Brussels Airport-Zaventem – Brussel-Noord – Brussel-Zuid – Doornik                                                                          | |
| IC 06A      | Intercity (NMBS)       | Brussels Airport-Zaventem – Brussel-Noord – Brussel-Zuid – Bergen                                                                           | |
| IC 07       | Intercity (NMBS)       | Charleroi-Centraal – Brussel-Zuid – Brussel-Noord – Antwerpen-Centraal – Essen                                                              | Rijdt alleen op werkdagen. |
| IC 11       | Intercity (NMBS)       | Binche – La Louvière-Centrum – Brussel-Zuid – Brussel-Noord – Schaarbeek [ – Mechelen – Turnhout ]                                          | Rijdt in het weekend tussen Binche en Schaarbeek. |
| IC 12       | Intercity (NMBS)       | [ Oostende – Brugge – ] Kortrijk – Gent-Sint-Pieters – Brussel-Zuid – Brussel-Noord – Luik-Guillemins – Welkenraedt                         | Rijdt alleen op werkdagen. Eerste en laatste ritten van/naar Oostende.                                                                                             |
| IC 13       | Intercity (NMBS)       | Kortrijk – Denderleeuw – Brussel-Zuid – Brussel-Noord – Schaarbeek                                                                          | Rijdt alleen op werkdagen, rijdt soms van/naar Brussel-Zuid. |
| IC 14       | Intercity (NMBS)       | Quiévrain – Bergen – Brussel-Zuid – Brussel-Noord – Leuven – Luik-Guillemins                                                                | Rijdt alleen op werkdagen. |
| IC 16       | Intercity (NMBS/CFL)   | Brussel-Zuid – Brussel-Noord – Namen – Luxemburg                                                                                            | |
| IC 17       | Intercity (NMBS)       | Brussels Airport-Zaventem – Brussel-Luxemburg – Namen – Dinant                                                                              | Rijdt in het weekend tussen Brussel-Zuid en Dinant. |
| IC 18       | Intercity (NMBS)       | [ Doornik – Aat – ] Brussel-Zuid – Brussel-Noord – Namen – Luik-Guillemins – Luik-Sint-Lambertus                                            | Rijdt alleen op werkdagen. Rijdt in de spits verder naar Doornik.                                                                                                  |
| IC 20       | Intercity (NMBS)       | Gent-Sint-Pieters – Aalst – Brussel-Zuid – Brussel-Noord – [ Hasselt – Tongeren ] / [ Dendermonde – Lokeren ]                               | Rijdt in het weekend Gent-Sint-Pieters - Lokeren. |
| IC 22       | Intercity (NMBS)       | Brussel-Zuid – Brussel-Noord – Mechelen – Antwerpen-Centraal                                                                                | |
| IC 23       | Intercity (NMBS)       | Brussels Airport-Zaventem – Brussel-Noord – Brussel-Zuid – Kortrijk – Brugge – Oostende                                                     | Stopt in het weekend bijkomend in Munkzwalm. |
| IC 23A      | Intercity (NMBS)       | Brussels Airport-Zaventem – Brussel-Noord – Brussel-Zuid – Gent-Sint-Pieters – Brugge – Knokke                                              | |
| IC 26       | Intercity (NMBS)       | Kortrijk – Doornik – Brussel-Zuid – Brussel-Noord – Sint-Niklaas                                                                            | Rijdt alleen op werkdagen, laatste rit stopt bijkomend in elk station tussen Jette en Dendermonde.                                                                 |
| IC 29       | Intercity (NMBS)       | [ De Panne – ] Gent-Sint-Pieters – Aalst – Brussel-Zuid – Brussel-Noord – Brussels Airport-Zaventem – Leuven – Landen                       | Rijdt in het weekend De Panne - Brussel-Noord. |
| IC 31       | Intercity (NMBS)       | [ Charleroi-Centraal – ] Brussel-Zuid – Brussel-Noord – Mechelen – Antwerpen-Centraal                                                       | In het weekend vanaf Charleroi-Centraal. |
| S 1         | S-trein Brussel (NMBS) | Charleroi-Centraal – /Nijvel – Brussel-Zuid – Brussel-Noord – Mechelen – Antwerpen-Centraal                                                 | Op zondag een deel Brussel-Noord - Nijvel en een deel Brussel-Zuid - Antwerpen-Centraal. Tijdens de week eerste en laatste ritten van/naar Charleroi-Centraal.     |
| S 2         | GEN (NMBS)             | 's-Gravenbrakel – Brussel-Zuid – Brussel-Noord – Leuven                                                                                     | Rijdt 1×/u. op zondag. |
| S 3         | GEN (NMBS)             | [ Denderleeuw – ] Geraardsbergen – Brussel-Zuid – Brussel-Noord – [ Dendermonde ] / [ Schaarbeek ]                                          | Rijdt tijdens de spits vanaf/naar Denderleeuw. Tijdens de spits extra ritten Geraardsbergen-Schaarbeek. Rijdt tijdens het weekend Denderleeuw-Brusssel-Noord.      |
| S 6         | GEN (NMBS)             | Zottegem – Denderleeuw – Geraardsbergen | Rijdt alleen op werkdagen. Tijdens de spits een rit vanaf Oudenaarde.                                                                                              |
| S 8         | GEN (NMBS)             | Zottegem – Brussel-Zuid – Brussel-Noord – Brussel-Schuman – Ottignies – Louvain-la-Neuve                                                    | Rit naar Zottegem rijdt niet in het weekend. Een rit rijdt dagelijks tussen Brussel-Zuid - Ottignies. Een rit rijdt dagelijks tussen Ottignies - Louvain-la-Neuve. |
| S 10        | GEN (NMBS)             | Dendermonde – Brussel-West – Brussel-Zuid – Brussel-Noord – Aalst                                                                           | Tijdens de spits extra ritten Aalst-Brussel-Zuid |
| P 7000/8000 | Piekuurtrein (NMBS)    | [ Oostende – Brugge – ] / [ De Panne – ] / [ Poperinge – Ieper – Kortrijk – ] Gent-Sint-Pieters – Brussel-Zuid – Brussel-Noord – Schaarbeek | Twee treinen per dag per richting. Een trein op zondagavond vanaf De Panne.                                                                                        |
| P 7010/8010 | Piekuurtrein (NMBS)    | Gent-Sint-Pieters – Aalst – Brussel-Zuid – Brussel-Noord – Schaarbeek                                                                       | Rijdt alleen op werkdagen. |
| P 7013/8013 | Piekuurtrein (NMBS)    | Sint-Niklaas – Gent-Dampoort – Brussel-Zuid – Brussel-Noord – Schaarbeek                                                                    | Rijdt alleen op werkdagen. |
| P 7205/8205 | Piekuurtrein (NMBS)    | Mol – Mechelen – Brussel-Noord – Brussel-Zuid                                                                                               | Rijdt alleen op werkdagen. |
| P 7300/8300 | Piekuurtrein (NMBS)    | Genk – Hasselt – Leuven – Brussel-Noord – Brussel-Zuid                                                                                      | Rijdt alleen op werkdagen. |
| P 7305/8305 | Piekuurtrein (NMBS)    | Tongeren – Hasselt – Brussel-Noord – Brussel-Zuid                                                                                           | Rijdt alleen op werkdagen. |
| P 7400/8400 | Piekuurtrein (NMBS)    | Luik-Guillemins – Leuven – Brussel-Noord – Brussel-Zuid                                                                                     | Rijdt alleen op werkdagen. |
| P 7440/8440 | Piekuurtrein (NMBS)    | Wezet – Luik-Guillemins – Brussel-Noord – Brussel-Zuid – 's-Gravenbrakel                                                                    | Rijdt alleen op werkdagen, 1 rit verder naar 's-Gravenbrakel. |
| P 7510/8510 | Piekuurtrein (NMBS)    | Moeskroen – Doornik – Brussel-Zuid – Brussel-Noord – Schaarbeek                                                                             | Rijdt alleen op werkdagen. Twee treinen verder als IC-18 naar Luik-Paleis.                                                                                         |
| P 7600/8600 | Piekuurtrein (NMBS)    | Rochefort-Jemelle – Namen – Brussel-Noord – Brussel-Zuid                                                                                    | Rijdt alleen op werkdagen. Een trein Brussel - Rochefort-Jemelle.                                                                                                  |
| P 7720/8720 | Piekuurtrein (NMBS)    | Jemeppe-sur-Sambre – Charleroi-Centraal – Brussel-Zuid – Brussel-Noord – Schaarbeek                                                         | Rijdt alleen op werkdagen. |
| P 7740/8740 | Piekuurtrein (NMBS)    | Binche – La Louvière-Centrum – Brussel-Zuid – Brussel-Noord – Schaarbeek                                                                    | Rijdt alleen op werkdagen. |
| P 7800/8800 | Piekuurtrein (NMBS)    | Quiévrain – Bergen – Brussel-Zuid – Brussel-Noord – Schaarbeek                                                                              | Rijdt alleen op werkdagen. |
| P 7950/8950 | Piekuurtrein (NMBS)    | Kortrijk – Brussel-Zuid – Brussel-Noord – Schaarbeek                                                                                        | Rijdt alleen op werkdagen. |
| ICT 6800    | Toeristentrein (NMBS)  | Tongeren – Hasselt – Brussel-Noord – Brussel-Zuid – Gent-Sint-Pieters – Brugge – Oostende                                                   | Rijdt in juli en augustus. |
| ICT 6900    | Toeristentrein (NMBS)  | Brussel-Noord – Brussel-Zuid – Gent-Sint-Pieters – De Panne                                                                                 | Rijdt in juli en augustus. |
| ICT 6960    | Toeristentrein (NMBS)  | Waver – Bierges-Walibi – Ottignies – Brussel-Noord – Brussel-Zuid                                                                           | Rijdt tijdens de openingstijden van Walibi. Op werkdagen tot Ottignies.                                                                                            |

## Reizigerstellingen
De grafiek en tabel geven het gemiddeld aantal instappende reizigers weer op een week-, zater- en zondag.
| Tabel: aantal instappende reizigers station Brussel-Noord | Tabel: aantal instappende reizigers station Brussel-Noord | Tabel: aantal instappende reizigers station Brussel-Noord | Tabel: aantal instappende reizigers station Brussel-Noord |
|                                                           | Weekdag                                                   | Zaterdag                                                  | Zondag                                                    |
| --------------------------------------------------------- | --------------------------------------------------------- | --------------------------------------------------------- | --------------------------------------------------------- |
| 1998                                                      | 34 408                                                    | 9 815                                                     | 9 578                                                     |
| 1999                                                      | 30 598                                                    | 9 246                                                     | 9 025                                                     |
| 2000                                                      | 32 431                                                    | 9 372                                                     | 7 896                                                     |
| 2001                                                      | 44 063                                                    | 16 758                                                    | 15 847                                                    |
| 2002                                                      | 34 233                                                    | 11 107                                                    | 10 879                                                    |
| 2003                                                      | 33 480                                                    | 11 354                                                    | 11 198                                                    |
| 2004                                                      | 35 849                                                    | 12 114                                                    | 10 932                                                    |
| 2005                                                      | 36 542                                                    | 13 060                                                    | 13 137                                                    |
| 2006                                                      | 39 378                                                    | 12 856                                                    | 12 790                                                    |
| 2007                                                      | 40 713                                                    | 13 048                                                    | 12 993                                                    |
| 2008                                                      | -                                                         | -                                                         | -                                                         |
| 2009                                                      | 41 169                                                    | 14 738                                                    | 13 704                                                    |
| 2010                                                      | -                                                         | -                                                         | -                                                         |
| 2011                                                      | -                                                         | -                                                         | -                                                         |
| 2012                                                      | 48 804                                                    | 13 696                                                    | 13 732                                                    |
| 2013                                                      | 46 945                                                    | 13 276                                                    | 13 873                                                    |
| 2014                                                      | 58 345                                                    | 11 151                                                    | 12 712                                                    |
| 2015                                                      | 63 104                                                    | 18 128                                                    | 16 815                                                    |
| 2016                                                      | 63 528                                                    | 13 689                                                    | 14 248                                                    |
| 2017                                                      | 61 179                                                    | 15 055                                                    | 13 688                                                    |
| 2018                                                      | 62 344                                                    | 24 707                                                    | 21 430                                                    |
| 2019                                                      | 63 779                                                    | 25 820                                                    | 21 621                                                    |
| 2020                                                      | 26 188                                                    | 9 709                                                     | 8 780                                                     |
| 2021                                                      | -                                                         | -                                                         | -                                                         |
| 2022                                                      | 48 125                                                    | 21 882                                                    | 17 413                                                    |
| 2023                                                      | 60 449                                                    | 20 825                                                    | 17 991                                                    |
| 2024                                                      | 59 068                                                    | 21 771                                                    | 19 930                                                    |

## Premetro, tram en bus
Onder het westelijke deel van het CCN bevindt zich het premetrostation. Dit station werd geopend op 4 oktober 1976 en maakt deel uit van de noord-zuidas van de Brusselse premetro. Rond het premetrostation vertrekken buslijnen van de regionale vervoersmaatschappijen MIVB, De Lijn, en TEC.